# فوز فرندة
فوز فرندة هوفريق جزائري تاسس سنة1947 .يعتبر الفريق الثالث في المدينة التياريتية بعد الكبير شبيبة تيارت واتحاد السوقر.تعرض الفريق في الاونة الاخيرة الى عدة مشكل مادية ادت به الى الرابطة الجهوية.لكن في موسم2024/2025يسعى بقيادة رؤسائه الغيورين على الفريق لاعادته الى مكانته الاصلية وهي القسم الثاني.يعتبر الملعب البلدي سعيدي الجلالي *الحوش*الرمز الاخير الذي تبقى من الحقبة التاريخية للناددي وهو معرض للتهميش الان
فوز فرندة، هو نادٍ رياضيٌّ جزائريٌّ لكرة القدم تأسس سنة 1947م .

## وصلات خارجية
- الرابطة الجزائرية المحترفة الأولى ،والثانية ، لكرة القدم